# وینگ (آلاباما)
وینگ (به انگلیسی: Wing) یک منطقهٔ مسکونی در ایالات متحده آمریکا است که در شهرستان کاوینگتون، آلاباما واقع شده‌است. وینگ ۸۱٫۰۸ متر بالاتر از سطح دریا واقع شده‌است.